# Diocèse de Faenza-Modigliana
Le diocèse de Faenza-Modigliana (en latin : Dioecesis Faventina-Mutilensis ; en italien : Diocesi di Faenza-Modigliana) est un diocèse de l'Église catholique en Italie, suffragant de l'archidiocèse de Bologne et appartenant à la région ecclésiastique d'Émilie-Romagne.

## Territoire
Il est situé sur 3 provinces. La plus garde partie est dans la province de Ravenne, l'autre partie de la province est dans l'archidiocèse de Ravenne-Cervia et le diocèse d'Imola. Il possède les deux communes de Modigliana et Tredozio de la province de Forlì-Cesena, le reste de cette province est dans les diocèses de Forlì-Bertinoro et de Cesena-Sarsina. Il gère la commune de Marradi de la ville métropolitaine de Florence ; l'autre fraction de cette ville métropolitaine est partagée par l'archidiocèse de Florence et les diocèses de Volterra, San Miniato et Fiesole.
Son territoire est de 1 044 km2 divisé en 88 paroisses regroupées en 5 archidiaconés. L'évêché est à Faenza avec la cathédrale Saint-Pierre apôtre où repose le corps de saint Pierre Damien. À Modigliana, se trouve la cocathédrale Saint Étienne.

## Histoire
Le diocèse de Faenza est historiquement attesté lorsque l'évêque Constance prend part au concile de Rome en 313. Il est suffragant de l'archidiocèse de Milan au IVe siècle, le diocèse intègre ensuite la province ecclésiastique de l'archidiocèse de Ravenne, qui devient la capitale de l'empire romain en 402. Liutprand conquiert et détruit la ville de Faenza en 740, mais se charge ensuite de sa reconstruction en étendant la zone d'influence du diocèse jusqu'aux portes de Ravenne. Vers l'an 743, le roi lombard, sous la pression du pape Zacharie, cède à l'évêque de Faenza plusieurs églises paroissiales.
Au Moyen Âge, la cathédrale brûle à plusieurs reprises à cause de l'utilisation du bois comme matériau de construction. Au cours d'une année non précisée, après 1099, le pape Pascal II soustrait Faenza de la juridiction métropolitaine de Ravenne, mais elle est rétablie le 7 août 1119 par le pape Gélase II. Un témoignage de l’importance du diocèse au Moyen Âge est la bulle de 1143 du pape Célestin II qui mentionne vingt-deux pièves, nombre d’entre elles ont également leur propre chapitre ; en 1301, 22 pièves, 315 paroisses et 12 monastères sont répertoriés. L'histoire du diocèse suit de près celle de la ville de Faenza. Il voit l'épanouissement de la vie religieuse avec la diffusion massive des ordres mendiants à partir du XIIIe siècle.
À partir de 1509, Faenza fait partie des États pontificaux. Les idées luthériennes se propage dans la ville, à tel point que Faenza a la réputation d'être une ville protestante dans toute l'Italie. La même époque voit des personnalités ecclésiastiques : le chevalier du Saint-Sépulcre Sabba de Castiglione ; l'évêque Annibale Grassi, qui fonde le séminaire (1576) et consacre la cathédrale (1581) ; le cardinal Antonio Pignatelli, qui deviendra plus tard le pape Innocent XII. Pendant de longues périodes, de 1603 à 1726, Faenza est siège cardinalice.
Au XIXe siècle, le diocèse subit d'importantes transformations. Le 7 juillet 1850, par la bulle Ea quo licet, le pape Pie IX érige le diocèse de Modigliana, le Castrum Mutilum cité par Tite-Live. Le territoire du nouveau diocèse englobe la région montagneuse située à la frontière entre la Toscane (province de Florence) et l’Émilie-Romagne (provinces de Ravenne et de Forlì). En 1853, Pie IX nomme Faenza comme suffragant de l'archidiocèse de Bologne. Le 25 mars 1908, en vertu d'un décret de la congrégation pour les évêques, le diocèse de Modigliana restitue à Sarsina les paroisses qui lui avaient été attribuées en 1850, à l'occasion de l'érection du siège de Modigliana.
En raison de la petite taille du diocèse, qui comprend les seules municipalités de Marradi, Modigliana et Tredozio, Modigliana est uni in persona episcopi au diocèse de Faenza (dans les années 1924-1929) en la personne de l'évêque Ruggero Bovelli. Le 31 août 1976, avec l'évêque Marino Bergonzini, les deux diocèses sont de nouveau unis in persona episcopi. Le 30 septembre 1986, en vertu du décret Instantibus votis de la congrégation pour les évêques, l'union plénière des deux diocèses est établie et le nouveau district ecclésiastique prend son nom actuel. Dans le même temps, une partie du territoire du diocèse de Modigliana est cédée au diocèse de Forlì-Bertinoro. Ainsi, toutes les terres qui, en 1923, avaient été détachées de la Toscane et agrégées en Émilie-Romagne sont insérées dans le nouveau diocèse. Le territoire de Marradi reste dans le nouveau diocèse de Faenza-Modigliana, c'est-à-dire la partie de la Romagne toscane qui, même après 1923, reste dans les frontières toscanes.

## Évêques de Faenza-Modigliana

### Évêques de Modigliana
- Mario Melini (1853-1865)
  - Siège vacant (1865-1871)
- Leonardo Giannotti, O.F.M (1871-1895)
- Sante Mei (1895-1907)
- Luigi Capotosti (1908-1914) nommé secrétaire de la congrégation pour le culte divin et la discipline des sacrements
- Ruggero Bovelli (1915-1924) nommé évêque de Faenza
- Ruggero Bovelli (1924-1929 nommé archevêque de Ferrare (pour la seconde fois)
- Massimiliano Massimiliani (1931-1960)
- Antonio Ravagli (1960-1970)
- Marino Bergonzini (1970-1982)
- Francesco Tarcisio Bertozzi (1982-1986) nommé évêque de Faenza-Modigliana

### Évêques de Faenza-Modigliana
- Francesco Tarcisio Bertozzi (1986-1996)
- Benvenuto Italo Castellani (1997-2003) nommé archevêque coadjuteur de Lucques
- Claudio Stagni (2004-2015)
- Mario Toso, S.D.B (2015- )

## Sources
- http://www.catholic-hierarchy.org